# Yves Gras
Yves Gras (Sérignac, 12 novembre 1921 – Xaintrailles, 8 gennaio 2006) è stato un generale e storico francese.

## Biografia
Ufficiale di Saint-Cyr, (promozione Charles de Foucauld), nel corso della seconda guerra mondiale, dopo l'armistizio di Compiègne, fuggì dalla Francia attraverso la Spagna. Le sue prime esperienze di guerra le visse come tenente della 1ª Divisione della Francia Libera, in Italia e in Francia. Paracadutista di Marina, professore alla Scuola di guerra, prese parte alle campagne di Madagascar, Indocina e Algeria, e soggiornò a lungo oltremare: Gibuti, Senegal, Madagascar, Marocco; era in Vietnam del Sud al momento della caduta di Saigon.
Capo del 2e Régiment de parachutistes d'infanterie de marine, era a Kinshasa, nell'allora Zaire, quando la situazione precipitò nella città di Kolwezi nel maggio 1978. Si mise all'opera per ottenere l'autorizzazione all'intervento in città, occupata giorni prima dai ribelli del  Fronte Nazionale per la Liberazione del Congo che avevano preso in ostaggio migliaia di minatori europei che lavoravano sul posto. Grase ebbe il comando dell'operazione aviotrasportata su Kolwezi. Il 2e Régiment étranger de parachutistes, comandato dal tenente colonnello Philippe Erulin, fu designato per portare avanti l'azione.
A fine carriera, integrato nella riserva, si dedicò a scrivere di storia.

## Opere
- La 1re D.F.L. - Les Français Libres au combat, Presses de la Cité, 1983.
- Castelnau ou l'art de commander, ed. Denoël, 1990.
- Histoire de la guerre d'Indochine, ed. Denoël, 1992.
- La Guerre de Vendée, ed. Economica, 1994.